# Preregidens
Preregidens — викопний рід плацентарних ссавців із вимерлої родини Hyaenodontidae, що знайдений на території Франції. Він жив в епоху раннього еоцену (іпрський етап). Наразі це монотипний рід, який містить вид P. langebadrae.